# Vinzenz Kiefer
Vinzenz Kiefer (Weilburg, 29 gennaio 1979) è un attore tedesco.
Ha interpretato dal 2013 al 2015 l'ispettore Alexander "Alex" Brandt nella serie TV tedesca Squadra Speciale Cobra 11.

## Biografia
Il padre era un prete cattolico, la madre una cantante di gospel. Sua sorella è l'attrice Dorkas Kiefer. È cresciuto a Braunfels e ha frequentato il liceo a Weilburg. Kiefer ha vissuto a Berlino-Charlottenburg.

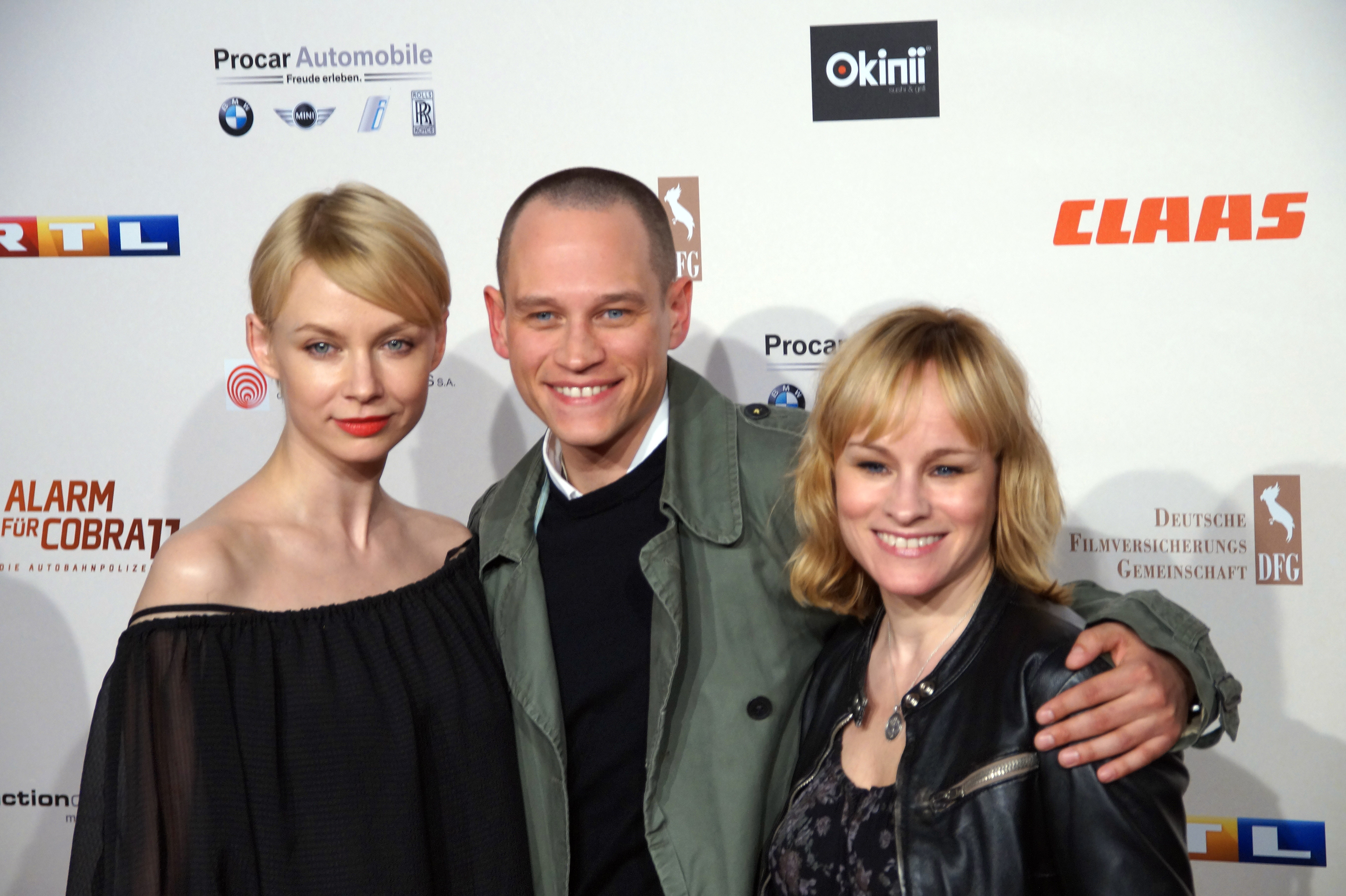
Masha Tokareva, Vinzenz Kiefer e Dorkas Kiefer alla première del 300º episodio di Squadra Speciale Cobra 11 (2016)

Nel giugno 2016 in Umbria, Italia, ha sposato l'attrice russa Masha Tokareva.

### Carriera
Durante una visita a uno studio cinematografico a Colonia, gli è stato offerto di partecipare a una produzione televisiva, tuttavia, non si sentiva pronto a lasciare la sua casa e gli amici e ha rifiutato l'offerta.
Kiefer ha iniziato la sua carriera televisiva nel 1997, nella serie di RTL Unter uns. In seguito, ha preso lezioni con Manfred Schwabe, Ursula Michaelis, Christoph Hilger, Frank Müller-Sendino, Michael Margotta e Björn Johnson.
Per i suoi ruoli in Im Namen des Herrn e Tatort: Im Visier, Kiefer, nel 2004, con Günter Strack, ha vinto il premio televisivo come miglior giovane attore. Nel 2008 era protagonista dei film Sea Wolf - Il lupo di mare e La banda Baader Meinhof. Nel film Glück di Doris Dörrie dal 2012, ha avuto un ruolo di primo piano al fianco di Alba Rohrwacher. Nell'estate del 2013 Kiefer era in una nuova produzione basata sui Nibelunghi di Friedrich Hebbel - nato per il Festival dei Nibelunghi di Worms - in un ruolo di primo piano come Siegfried, diretto da Dieter Wedel.
Nella serie d'azione RTL Squadra Speciale Cobra 11 Vinzenz Kiefer entra nell'episodio 261, del 27 marzo 2014, interpretando per la prima volta il ruolo dell'ispettore capo Alex Brandt, prendendo il posto dell'attore Tom Beck.

## Filmografia parziale

### Cinema
- La banda Baader Meinhof (Der Baader Meinhof Komplex), regia di Uli Edel (2008)
- Jason Bourne, regia di Paul Greengrass (2016)
- T-34 - Eroi d'acciaio, regia di Aleksej Sidorov (2019)
- Medieval, regia di Petr Jákl (2022)

### Televisione
- Unter uns – serie TV, 3 episodi (1997-1998)
- Il nostro amico Charly (Unser Charly) – serie TV, 2 episodi (1998-1999)
- Sea Wolf - Il lupo di mare (Der Seewolf), regia di Christoph Schrewe – film TV (2008)
- Un grido dal passato (Schreie der Vergessenen), regia di Lars Henning Jung – film TV (2011)
- Ultima traccia: Berlino (Letzte Spur Berlin) – serie TV, 2 episodi (2013-2018)
- Squadra Speciale Cobra 11 (Alarm für Cobra 11 – Die Autobahnpolizei) – serie TV, 32 episodi (2014-2015)
- The Liberator – miniserie TV, 1 episodio (2020)
- FBI - International – serie TV, 1 episodio (2022)

## Doppiatori italiani
Nelle versioni in italiano delle opere in cui ha recitato, Vinzenz Kiefer è stato doppiato da:
- Gabriele Sabatini in Squadra Speciale Cobra 11
- Jacopo Venturiero in Jason Bourne

## Riconoscimenti
- Premio televisivo Gunter Strack
  - 2004: come Miglior giovane attore

- Undine Award (Austria)
  - 2008: come Miglior giovane attore non protagonista

- GQ Award
  - 2008: come Stella cadente dell'anno

- Bambi
  - 2014: Televisione domestica